# Путін має піти
Пу́тін має піти́ (рос. «Путин должен уйти») — вебсайт і кампанія однойменного організованого збору підписів під відкритим листом з вимогою відставки тогочасного прем'єр-міністра Росії Володимира Путіна. Кампанія була розпочата в інтернеті 10 березня 2010 року активістами опозиції і кількома російськими художниками.